# قانون سالیک

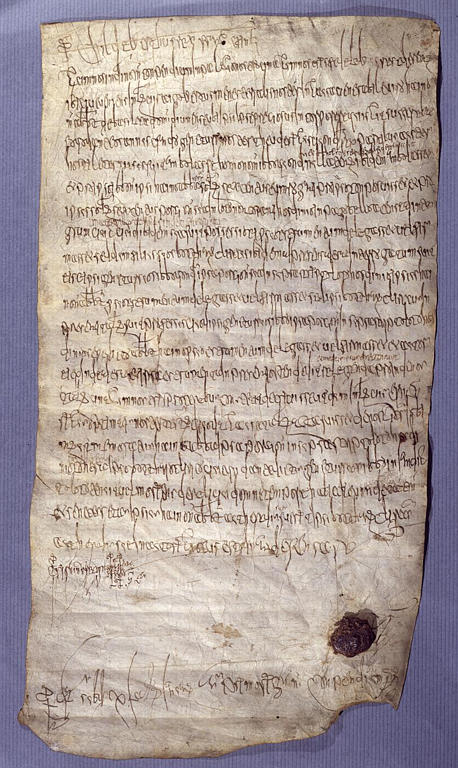
پرونده قضاوت شیلدبرت سوم، که از سال ۶۹۴ تا ۷۱۱ پس از میلاد سلطنت کرد.

قانون سالیک قانون باستانی فرانک‌های سالی در حوزه حقوق مدنی بود که در حدود سال ۵۰۰ میلادی توسط کلوویس نخستین شاه فرانک نوشته شد. متن مکتوب به زبان لاتین یا به گفته برخی زبان‌شناسان لاتین نیمه فرانسوی است. همچنین شامل چیزی است که زبان‌شناسان هلندی از آن به عنوان یکی از نخستین اسناد ضبط شده به زبان هلندی قدیم یاد می‌کنند. این قانون پایه قانون فرانک‌ها در اوایل قرون وسطی بود و نظامهای حقوقی اروپایی آینده را تحت تأثیر قرارداد. شناخته شده‌ترین اصل قانون قدیمی، اصل خارج کردن زنان از وراثت حکومت، تیول و سایر املاک است. قانونهای سالیک توسط کمیته‌ای که توسط شاه فرانکها منصوب و تفویض اختیار می‌شدند، مورد داوری قرارمی‌گرفت. چند نسخه خطی از سده‌های ششم تا هشتم و سه اصلاحیه تا اواخر سده نهم باقی مانده‌اند.
قانون سالیک سندی مکتوب هم برای حقوق مدنی مانند مقررات حاکم بر ارث و هم برای حقوق کیفری مانند جزای قتل عمد فراهم می‌کرد. این قانون ابتدا به عنوان قانون مردم سالی یا فرانک‌های غربی تدوین شد، ولی تأثیری ساختاری بر سند قانون نویسی مکتوب داشت که تا دوره مدرن در غرب و مرکز اروپا به ویژه ایالتهای آلمان، هلند، بخشهایی از ایتالیا و اسپانیا، اتریش-مجارستان، رومانی و بالکان امتداد یافت.

## تاریخ قانون

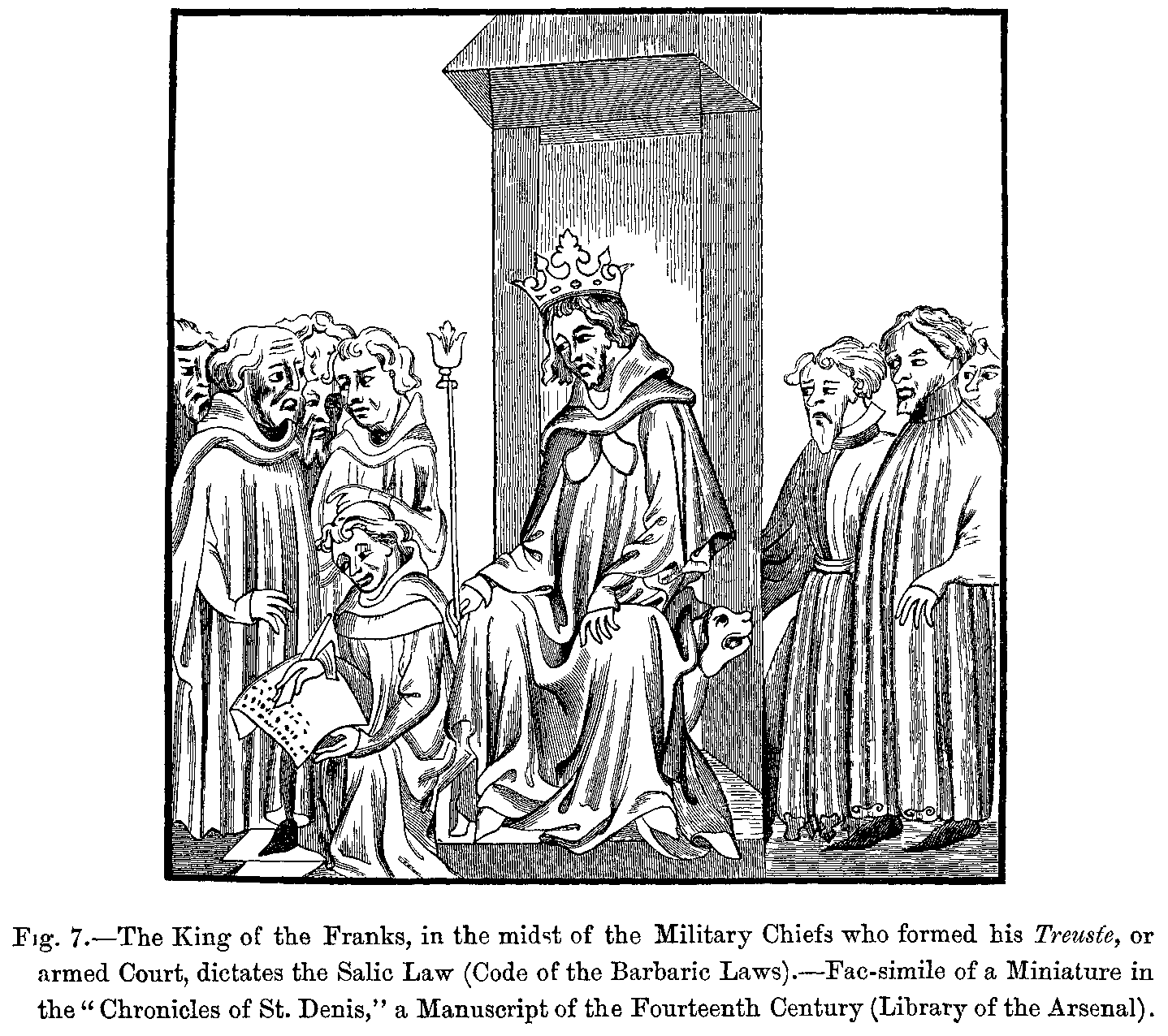
شاه کلوویس در جمع فرماندهان خود در حال تقریر قانون سالیک

ویرایش اصلی دستور العمل توسط نخستین شاه همه فرانک‌ها یعنی کلوویس یکم سفارش داده شد و در زمانی بین سالهای ۵۰۷ و ۵۱۱ منتشر شد. او چهار نفر را منصوب کرد تا دربارهٔ کاربردهای قانون که تا زمان انتشار قانون سالیک، تنها در ذهن کهنسالان مانده بود، تحقیق کنند. این کهنسالان هرگاه به دانششان نیاز بود، در شورا حضور می‌یافتند. انتقال اطلاعات کاملاً شفاهی بود. به این ترتیب، قانون سالیک بازتاب دهنده کاربردها و شیوه‌های باستانی است. برای حکومت کاراتر، بهتر بود حاکمان و مجریان آنها دستور العملی مکتوب داشته باشند. علت نامگذاری این دستور العمل به قانون سالیک، این بود که کلوویس شاه مروونژی بود که پیش از اتحاد فرانک‌ها تنها بر فرانک‌های سالی حکومت می‌کرد. این قانون ناگزیر باید در میان فرانک‌های ریپواری نیز اجرا شده باشد، ولی ۶۵ عنوان آن، شامل هیچ قانون ریپواری نیست.
در سیصد سال بعدی قانون به صورت دستی نسخه‌نویسی می‌شد و در صورت نیاز مورد اصلاح قرار می‌گرفت تا قانون‌های تصویب شده به آن افزوده شود، قانونهای موجود بازنگری شود و قانونهای لغو شده حذف شود. نسخه‌نویسی دستی برخلاف روش چاپی، فعالیتی فردی است که توسط نسخه‌نویسی با عقاید و سبک خاص انجام می‌شود. هر یک از نسخه‌های بازمانده شامل مجموعه خاصی از خطاها، اصلاحات، محتوا و ساختار است. قانون‌ها «عنوان» نامیده می‌شوند، زیرا هریک دارای نام مجزایی هستند.

### قانون در دوران مروونژی
هندریک کرن در تصحیح خود، با استفاده از محتوا و تاریخ‌نگاری‌های موجود در متن، همه نسخه‌های دستی را بر پایه شباهت و توالی زمانی نسبی به پنج دسته تقسیم کرد. دسته یکم کهن‌ترین نسخه‌ها را شامل می‌شود که چهار نسخه از سده‌های هشتم و نهم میلادی و محتوی ۶۵ عنوانی هستند که گمان می‌رود نسخه‌هایی از متن اصلی منتشر شده در سده ششم باشند. افزون بر این شامل حاشیه مالبرگی نیز هستند که حاشیه ای برای توضیح برخی واژگان لاتین در زبان دیوانی بومی است. این نام از واژه مالبرگو به معنی «زبان دیوان» گرفته شده‌است. دسته دوم شامل دو نسخه است که مشابه دسته یکم هستند و تنها تفاوت آن‌ها «الحاقات یا اضافاتی است که به زمانی متأخرتر اشاره دارند».

### قانون در دوران کارولنژی
دسته سوم به دو گروه تقسیم می‌شود. گروه نخست شامل سه نسخه از سده هشتم و نهم است و ۹۹ یا ۱۰۰ عنوان را در بر می‌گیرد. حاشیه‌های مالبرگی نیز حفظ شده‌اند. گروه دوم شامل چهار نسخه است که در آنها حاشیه حذف شده‌است و «آثاری از تلاش برای مختصرتر کردن زبان دیده می‌شود».
دسته چهارم نیز به دو گروه تقسیم می‌شود: گروه نخست شامل ۳۳ نسخه و گروه دوم شامل یک نسخه هستند. ویژگی این نسخه‌ها تخصیص نام‌های لاتین به بخش‌های مختلفی از منابع متفاوت است. دو مورد از این بخش‌ها به سال‌های ۷۶۸ و ۷۷۸ بازمی‌گردند، ولی گمان می‌رود اصلاحیه مربوط به سال ۷۹۸ و اواخر حکومت شارلمانی باشد. این ویرایش نتیجه آشکاری از اصلاحات در متن قانون توسط شارلمانی است.
در این زمان امپراتوری مقدس روم بیشتر اروپای غربی را تصرف کرده بود. شارلمانی قانون‌هایی را که از مردم ژرمنی که در اصل جزء فرانک نبودند، انتخاب کرد و به قانون سالیک افزود. همه فرانک‌ها از قانونی یکسان پیروی می‌کردند که عنوان کلی آن سالیک بود. این بخش‌ها که از سایر قانون‌های ژرمن گرفته شده بود با نام ریپواری خوانده می‌شد. فرانک‌های ریپواری پیش از کلوویس مستقل بودند. بخش‌هایی از آن که از آلامان‌ها گرفته شده بود، آلامانی نامیده می‌شد. ممکن است برای تسکین آلامان‌ها بخشی از قانون آنها در قانون سالیک گنجانده شده باشد، زیرا به سلطه فرانک‌ها درآمده بودند. شارلمانی بخشی را نیز به قوانین باستانی سوئبی‌ها اختصاص داد که پیش از آلامان‌ها بودند.

## حاشیه هلندی قدیم
حاشیه‌های قانون سالیک شامل چند واژه هلندی قدیم و چیزی که به نظر می‌رسد نخستین جمله کامل این زبان باشد، هستند.

## برخی اصول قانون
این قانون‌ها و تفاسیر آنها دیدگاهی در مورد جامعه فرانک به دست می‌دهد. قوانین کیفری مجازات‌ها و جریمه‌هایی برای جبران صدمات افراد و محصولات، دزدی و توهین غیرمنتظره وضع کرده بود. یک سوم جریمه صرف هزینه‌های دادگاه می‌شد. تفسیر قضایی توسط هیئت منصفه انجام می‌شد.
قانون مدنی چنین بیان می‌کرد که اگر فردی به یک خانواده مرتبط نباشد، تحت حفاظت قانونی قرار نمی‌گیرد. حقوق اعضای خانواده تعریف شده بود: برای نمونه، تقسیم مساوی زمین‌ها میان همه وارثان مذکر برخلاف حق ارشدیت.

### جانشینی مردسالار
یکی از اصول قانون مدنی، جانشینی مردسالار است که اساساً زنان را از وراثت حکومت یا تیول محروم می‌کند. از این رو عمدتاً قانون سالیک را به صورت مترادفی برای جانشینی مردسالار به کار می‌برند. البته اهمیت قانون سالیک فراتر از قوانین ارث است. این قانون سلف مستقیم نظام‌های حقوقی فعلی مورد استفاده در بسیاری از بخش‌های اروپا است.
قانون سالیک جانشینی را بر پایه جنسیت نظام مند می‌کند. جانشینی مردسالار به این معنی است که جانشینی حکومت یا تیول تنها به خویشاوندان پدری بر می‌گردد. برای نمونه، برادر، پسر یا نزدیک‌ترین خویشاوند مرد در خط وراثت مردانه از جمله شاخه‌های موازی مردانه را شامل می‌شود.

### وراثت زنان
قانون سالیک در مورد به ارث بردن زمین چنین بیان می‌کند:
ولی در سرزمین سالی هیچ بخشی از ارث نباید به یک زن برسد: ولی همه ارث زمین باید به جنس مرد برسد.
یا نسخه‌ای دیگر:
بر اساس ترا سالیکا هیچ بخشی از ارث برای یک زن نیست ولی همه زمین به اعضای جنس مرد که برادر هستند می‌رسد.
طبق تفسیر فرانک‌های سالی، قانون تنها زنان را از ارث بردن زمین‌های اجدادی سالی منع می‌کند؛ این ممنوعیت بر اموال آنها (از جمله اموال منقول) اعمال نمی‌شود. نیز در دوران شیلپریک یکم در حدود سال ۵۷۰ قانون اصلاح شد تا در صورتی که وارثی پسر زنده نداشت، دخترش اجازه ارث بردن زمین او را داشته باشد.
طبق واژگان به کار رفته در قانون و نیز کاربرد عمومی آن در آن دوران و سده‌های بعدی به نظر می‌رسد چنین تفسیر می‌شد که ارث میان برادران تقسیم می‌شود. اگر موضوع مربوط به جانشینی حکومت بود، به ارشدیت مردسالار و نه ارشدیت مستقیم تفسیر می‌شد.
در نسخه به اصطلاح نیمه سالیک ترتیب جانشینی ابتدا وابستگی تمام مردانه اعمال می‌شود و همه خط‌های موازی وراثت مردانه در نظر گرفته می‌شود؛ ولی اگر همه این خطها منقرض شده باشند، نزدیک‌ترین وارث زن (مثلاً دختر) آخرین مالک ارث می‌برد و پس از او، ارث طبق قانون سالیک به وارثان مرد او می‌رسد. به بیان دیگر، نزدیک‌ترین وارث زن را مرد در نظر می‌گیرند. نتیجه این عمل، حفظ وراثت در نزدیک‌ترین خون و جلوگیری از ورود خویشاوندان دورتر است. (برای نمونه ضامن اجرای عملی ۱۷۱۳ اتریش را ببینید)
از قرون وسطی نظام جانشینی دیگری نیز وجود داشت که طبق آن، جانشینی می‌توانست از خط وراثت زنانه نیز منتقل شود، ولی خود زنان به نفع پسرانشان از فهرست خارج می‌شدند. برای نمونه، اگر فردی پسر نداشت، جانشینی به پسر دختر یا خواهر او می‌رسد، به شرطی که خود دختر یا خواهر زنده باشد. در این روش، همچنان قانون سالیک اعمال می‌شود و زنان ارث نمی‌برند. می‌توان آن را نظام جانشینی شبه سالیک نامید.